# Asynergie
L'asynergie est un ensemble de troubles dans l'association des mouvements élémentaires ; elle se manifeste, par exemple, par une perte de stabilité lorsqu'on pousse le malade en arrière, par une élévation des membres inférieurs lors du redressement d'une position allongée à une position assise sans l'aide des mains, ou par l'absence de décollement des talons lors de l'accroupissement.
Sa présence peut s'inscrire notamment dans un syndrome cérébelleux.